# Burgstetten
Burgstetten è un comune tedesco di 3.411 abitanti, situato nel land del Baden-Württemberg. È bagnato dalle acque della Murr.